# Batalha de Banias

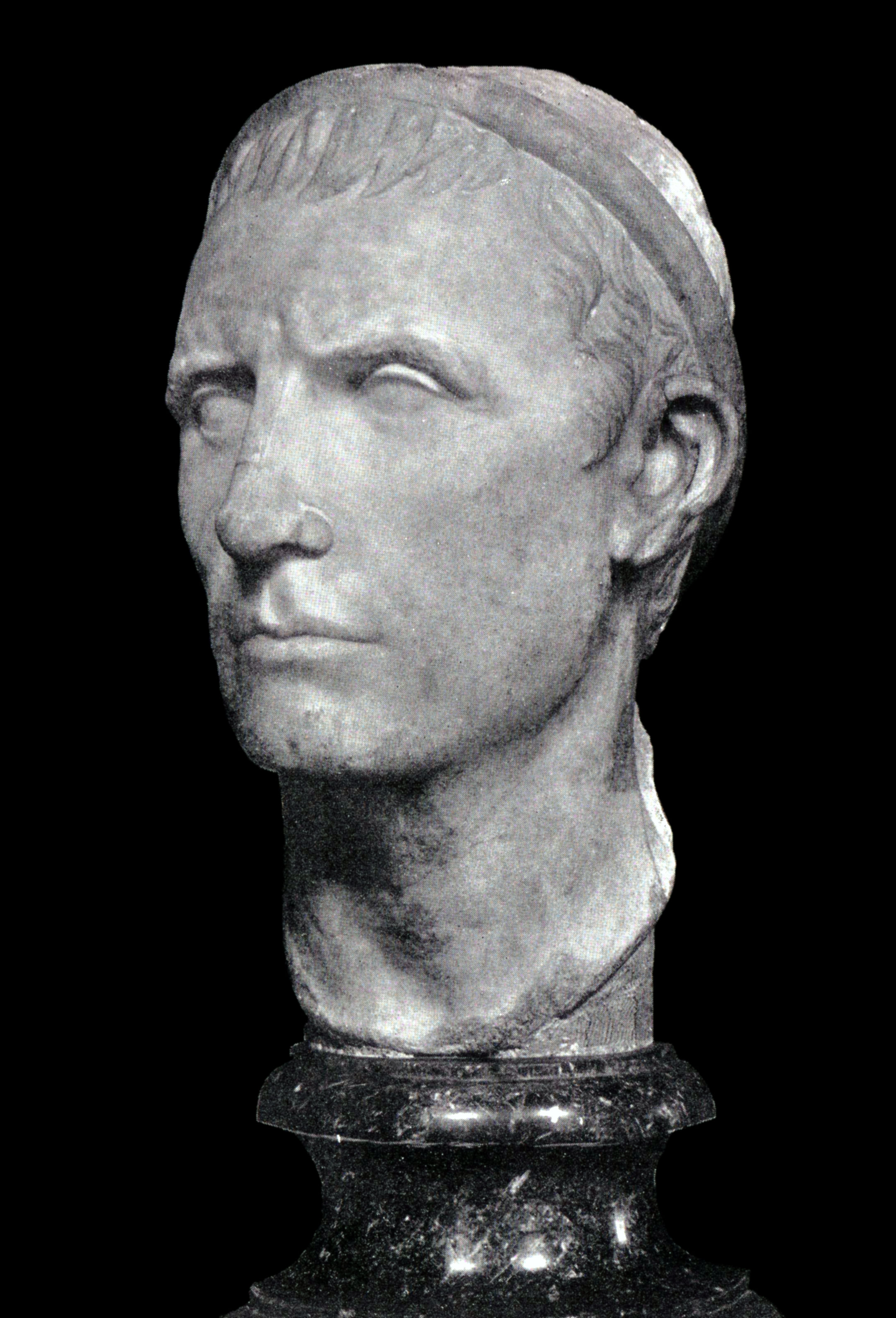
Antíoco III Magno, o vencedor da Batalha de Banias.

A Batalha de Banias, também conhecida como  Batalha de Páneion (em grego clássico: Πάνειον) e Batalha de Paneiás (em grego clássico: Πανειάς) foi travada pelas forças selêucidas e ptolemaicas em 200 AEC, perto de Banias, como parte da Quinta Guerra Síria.  
Os selêucidas foram liderados por Antíoco III Magno, enquanto o exército ptolemaico foi liderado por Escopas da Etólia. Os selêucidas alcançaram uma vitória completa, aniquilando o exército ptolemaico e conquistando a província da Celessíria. O reino ptolemaico nunca se recuperou de sua derrota em Banias e deixou de ser uma grande potência independente. Antíoco protegeu o flanco sul de seu território, e começou a se concentrar no iminente conflito com a República Romana. 

## Contexto
Em 202 AEC Ptolemeu, filho de Tráseas, governador ptolemaico da Celessíria, desertou para o lado de Antíoco III Magno, do Império Selêucida. Antíoco invadiu e ocupou a maior parte da província, incluindo a cidade de Gaza, no outono de 201 AEC, quando retornou aos seu quartel de inverno, na Síria. O comandante ptolemaico Scopas da Etólia reconquistou partes da província naquele inverno. Antíoco reuniu seu exército em Damasco e, no verão de 200 AEC, enfrentou o exército ptelomaico no Rio Banias, perto do Monte Hérmon.

## Prelúdio

### Tropas ptolemaicas
A linha de frente ptolemaica tinha quatro quilômetros de largura. Sua ala esquerda foi posicionada na planície abaixo do planalto de Banias. Consistia e uma falange forte de 25 mil a 32 mil colonos da Macedônia, sob o comando de Ptolemeu, filho de Aeropo, ele próprio um colono da Macedônia. Essas foram as melhores tropas do Reino. O comando supremo foi dado a um mercenário, o general Scopas de Etólia, que trouxe com ele 6,5 mil mercenários etólios, incluindo seis mil de infantaria e quinhentos de cavalaria.

### Tropas selêucidas
Antíoco provavelmente tinha cerca de setenta mil soldados, mais do que os 68 mil que tivera consigo na Batalha de Ráfia, em 217 AEC.  Tendo reconquistado as Satrapias Superiores (a parte mais a leste do Império de Alexandre) nos anos anteriores, ele pôde recorrer a uma base de recursos maior. Políbio identifica a presença de catafractários, da cavalaria de elite agema, soldados tarentinos e de outras cavalarias, falanges, gipaspistas, elefantes de guerra, infantarias e atiradores leves nas fileiras do exército selêucida. 

## Batalha

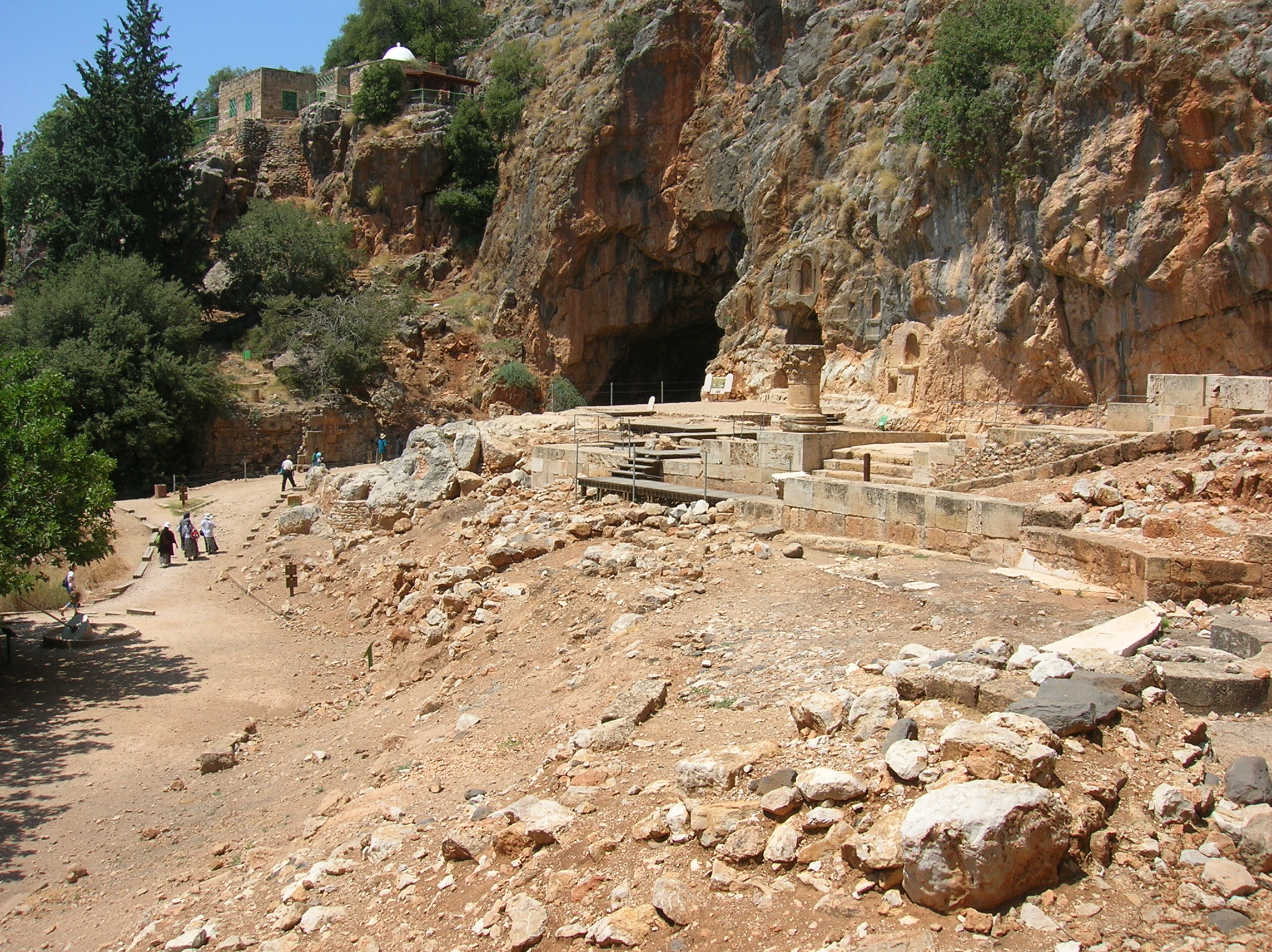
Uma área que ocorreu uma batalha.

Antíoco, o Jovem, filho primogênito de Antíoco III, comandou os catafractários de elite do exército selêucida e à noite apreendeu Tel Hamra, uma colona no sopé do monte Hermon. Os catafractários abriram a batalha atacando e derrotando rapidamente a cavalaria ptolemaica.
No centro, a falange ptolemaica forçou de volta seus colegas selêucidas. Os elefantes selêucidas neutralizaram esse sucesso ptolemaico, avançando sobre as lacunas da falange selêucida e interrompendo o avanço ptolemaico. Os catafractários de Antíoco, o Jovem, terminaram a perseguição à cavalaria inimiga e atacaram a retaguarda da falange ptolemaica. Pressionada de dois lados por elefantes de guerra, falanges e catafractários, a falange ptolemaica foi aniquilada. Scopas, situado na ala direita, fugiu do campo, levando consigo dez mil soldados.

## Consequências
Scopas e seus homens procuraram refúgio em Sídon; outros contingentes ptolemaicos fugiram para Jerusalém, Fenícia, Samaria e Decápole. Todos eles foram forçados a se render no final de 198 AEC. A Celessíria ficou sob controle selêucida e os ptolemeus foram obrigados a assinar um tratado de paz com Antíoco, em 195 AEC. Como um dos resultados da batalha, o estado ptolemaico foi forçado a reduzir o papel da falange nos anos seguintes.
Alguns comentaristas bíblicos vêem essa batalha como aquela mencionada em Daniel 11:15, onde consta que "Então o rei do Norte virá e construirá rampas de cerco e capturará uma cidade fortificada".

### Baixas
Com base nas perdas das falanges nas batalhas de Magnésia em 190 AEC e Pidna em 167 AEC, as 25 mil falanges ptolemaicas podem ter sofrido 17,5 a 20,8 mil baixas, entre mortos e capturados.